# Mores
Mores – miejscowość i gmina we Włoszech, w regionie Sardynia, w prowincji Sassari.
Według danych na rok 2004 gminę zamieszkiwało 2067 osób, 21,8 os./km². Graniczy z Ardara, Bonnanaro, Bonorva, Ittireddu, Ozieri, Siligo i Torralba.